# Бурбулатівська
Бурбула́тівська — пасажирський залізничний зупинний пункт Лиманської дирекції Донецької залізниці на лінії Слов'янськ — Лозова.
Розташований у с. Бурбулатове, поруч Вільне Перше, Ізюмський район, Харківської області, між станціями Дубове (4 км) та Близнюки (8 км).
Станом на початок 2019 р. по платформі зупиняються лише приміські електропоїзди. Розклад руху по платформі на офіційному сайті УЗ відсутній, оскільки вказуються лише базові зупинки по станціях.